# Kisvejke
Kisvejke è un comune dell'Ungheria centro-meridionale di 429 abitanti (dati 2008). È situato nella contea di Tolna.